# Palacanthilhiopsis
Palacanthilhiopsis é um género de gastrópode  da família Hydrobiidae.
Este género contém as seguintes espécies:
- Palacanthilhiopsis vervierii